# Candacia pofi
Candacia pofi is een eenoogkreeftjessoort uit de familie van de Candaciidae. De wetenschappelijke naam van de soort is voor het eerst geldig gepubliceerd in 1960 door Grice & Jones E.C..